# Julio Comesaña
Julio Avelino Comesaña López (ur. 10 marca 1948 w Montevideo) – urugwajski piłkarz z obywatelstwem kolumbijskim występujący na pozycji pomocnika, trener piłkarski.
W 1976 roku otrzymał kolumbijskie obywatelstwo.